# Najash rionegrina
Najash rionegrina — вымерший вид базальных змей из верхнемеловых отложений формации Канделерос, Патагония.

## Описание
Как у некоторых змей мелового периода и даже современных, у этой рептилии сохранялись задние конечности, но, что весьма необычно, у неё они были хорошо развиты и расширялись снаружи грудной клетки, к позвоночнику крепился таз. Это была рептилия средних размеров, в длину она достигала около 90 см (около трёх футов), весила несколько фунтов.
Окаменелые останки этого пресмыкающегося были обнаружены в породах формации Канделерос, в аргентинской провинции Рио-Негро, и датируются эпохой приблизительно 90 миллионов лет назад. Это была единственная змея с ногами, чьи останки были найдены за пределами Среднего Востока. Тем не менее, на южноамериканском материке много миллионов лет спустя обитал и другой представитель змей — титанобоа, однако она не имела никакого отношения к Najash.
Как череп, так и хребет рассматриваемой нами рептилии говорят о её приспособленности к обитанию в подземной среде, с этим связана и гипотеза о том, что длинное тело и редуцированные конечности этой змеи нужны были для рытья нор.
Жила эта рептилия, вероятно, в лесистых местностях Южной Америки.

## Открытие и систематика
Это роющее существо не утратило ни свой крестец, ни тазовый пояс, который отсутствует у многих современных змей и всех остальных ископаемых змей. Тазовая кость этого причудливого животного состояла из нескольких спаянных позвонков. Некоторые филогенетические исследования определяют этот вид либо как самую примитивную из всех известных змей, либо как животное, змеёй как таковой не являющееся, но являющееся предшественником всех таковых, основой для всей последующей их эволюции.
Это открытие не говорит в пользу того предположения, впервые высказанного Эдвардом Дринкером Копом и заключавшегося в том, что змеи и мозазавры имеют общее морское происхождение. Свой импульс оно получило в 1990-х годах, когда в Ливане были открыты базальные змеи с рудиментарными конечностями.
Своё родовое название это животное получило в честь легендарной змеи из библейского предания — змия, соблазнившего Адама и Еву вкусить запретный плод (еврейское название этой змеи — наха́ш, ивр. נָחָש‎).

## Комментарии
1. ↑  У других змей с развитыми задними конечностями — пахирахиса, Haasiophis terrasanctus и Eupodophis descouensi, все из которых обитали в морской среде (что главным образом и отличает их от Najash[2]), крестцовый отдел отсутствовал.